# 建筑可阅读
建筑可阅读又稱上海建筑可阅读，是中共上海市委、上海市人民政府推出的一场活动。

## 歷史
2017年5月，中共上海十一次党代会上首次提出「上海建筑可阅读」。2018年，建筑可阅读工作启动。建筑可阅读分為3個階段。建筑可阅读1.0版，外墙上會貼有二维码，市民游客扫描二維碼可以了解建筑的历史人文故事。建筑可阅读2.0版，原来不开放的建筑開始向公众開放。2021年春，建筑可阅读3.0版推出。截至2021年3月，建筑可阅读范围已拓展至上海16个区，1037处建筑开放，二维码设置2437处。上海市文化和旅游局還发布建筑可阅读官方微信小程序，並发布《这里是上海：建筑可阅读》、《遇见武康大楼》、《梧桐深处：建筑可阅读》等书籍。
2021年10月，上海首条建筑可阅读专线巴士投运。它行程22公里，设五卅运动纪念碑站、外白渡桥站、金陵东路码头站、豫园城隍庙站、东方明珠站等五个站点。每个座位的正前方贴有一张二维码，乘客用手机扫碼後能看到巴士沿线所有历史建筑名单，点击名单中建筑後能看到文字信息。
截至2022年6月，上海已开放建筑1056处，设置二维码2957处。12月8日，建筑可阅读入選文化和旅游部2022年度文化和旅游最佳创新成果名单。